# David Hoffos
David Hoffos, nascut el 1966 a Mont-real (Quebec), és un artista contemporani quebequès que actualment viu i treballa a Lethbridge (Alberta, Canadà).Destaquen les seves instal·lacions il·lusionistes que s'inspiren en arcaics efectes especials i tècniques cinematogràfiques.

## El seu pas per la Fundació Miró (Barcelona)
L'any 1999 va presentar una mostra a la Fundació Joan Miró de Barcelona, que va rebre el nom de "Catàstrofe" (20 de maig -18 de juliol) i va formar part del cicle "Singular Electrics". Aquest cicle ens fa pensar en la incidència de les noves tecnologies en l'art i, més concretament la mostra de Hoffos proposa una reflexió sobre la capacitat dels mitjans audiovisuals per crear situacions d'il·lusió. La mostra va estar formada per sensors acústics, una gran pantalla amb imatges i una maqueta d'un poble on s'han produït nombroses catàstrofes. Tot això aconseguia ficar a l'espectador en aquest escenari virtual que s'havia creat. Potser el més impactant és imaginar-se en situació: quan el visitant entrava a la sala es projectava al seu voltant una sèrie d'imatges de tota mena de catàstrofes, tal com huracans, terratrèmols inundacions, etc. Per tant, a mesura que l'espectador s'apropava a les maquetes que hi havia, és com si estigués enmig d'aquests desastres. En definitiva, el que es va intentar va ser fer que el protagonista fos l'espectador. En paraules del mateix Hoffos "Faig ús de tecnologia casera modificada, barrejada amb tècniques de presentació teatral i precinematogràfica simpleemt pel gust per restaurar el sentit màgic i meravellós d'aquests mecanismes".